# Arlay
Arlay est une commune française située dans le département du Jura, la région culturelle et historique de Franche-Comté et la région administrative Bourgogne-Franche-Comté.
Elle est née le 1er janvier 2016 avec le statut de commune nouvelle après la fusion de l'ancienne commune d'Arlay et de sa voisine Saint-Germain-lès-Arlay.

## Géographie
Les informations relatives à la géographie de cette commune sont la fusion des informations données pour les deux communes fusionnées.
Arlay est une commune viticole, située à 12 km au nord de Lons-le-Saunier et à 7 km de Bletterans. Elle est traversée par la Seille, qui coule de Domblans vers Ruffey-sur-Seille.

### Climat
Pour des articles plus généraux, voir Climat de la Bourgogne-Franche-Comté et Climat du département du Jura.
En 2010, le climat de la commune est de type climat des marges montargnardes, selon une étude du Centre national de la recherche scientifique s'appuyant sur une série de données couvrant la période 1971-2000. En 2020, Météo-France publie une typologie des climats de la France métropolitaine dans laquelle la commune est exposée à un climat semi-continental et est dans la région climatique Jura, caractérisée par une forte pluviométrie en toutes saisons (1 000 à 1 500 mm/an), des hivers rigoureux et un ensoleillement médiocre.
Pour la période 1971-2000, la température annuelle moyenne est de 10,9 °C, avec une amplitude thermique annuelle de 17,3 °C. Le cumul annuel moyen de précipitations est de 1 147 mm, avec 12,8 jours de précipitations en janvier et 8,8 jours en juillet. Pour la période 1991-2020, la température moyenne annuelle observée sur la station météorologique de Météo-France la plus proche, « Lombard », sur la commune de Lombard à 3 km à vol d'oiseau, est de 12,1 °C et le cumul annuel moyen de précipitations est de 1 128,6 mm. 
La température maximale relevée sur cette station est de 39,5 °C, atteinte le 24 juillet 2019 ; la température minimale est de −16,5 °C, atteinte le 5 février 2012,,.
Les paramètres climatiques de la commune ont été estimés pour le milieu du siècle (2041-2070) selon différents scénarios d'émission de gaz à effet de serre à partir des nouvelles projections climatiques de référence DRIAS-2020. Ils sont consultables sur un site dédié publié par Météo-France en novembre 2022.

## Urbanisme

### Typologie
Au 1er janvier 2024, Arlay est catégorisée commune rurale à habitat dispersé, selon la nouvelle grille communale de densité à sept niveaux définie par l'Insee en 2022.
Elle est située hors unité urbaine. Par ailleurs la commune fait partie de l'aire d'attraction de Lons-le-Saunier, dont elle est une commune de la couronne,. Cette aire, qui regroupe 139 communes, est catégorisée dans les aires de 50 000 à moins de 200 000 habitants,.

## Histoire
Les informations relatives à l'histoire de cette commune sont la fusion des informations données pour les deux communes fusionnées.

## Politique et administration

### Tendances politiques et résultats

#### Élections présidentielles
Le village de Arlay place en tête à l'issue du premier tour de l'élection présidentielle française de 2017, Marine Le Pen (RN) avec 25.15 % des suffrages. Mais lors du second tour, Emmanuel Macron (LaREM) est en tête avec 59,75 %.

#### Élections régionales
Le village de Arlay place la liste "Notre Région Par Cœur" menée par Marie-Guite Dufay, présidente sortante (PS) en tête, dès le 1er tour des élections régionales de 2021 en Bourgogne-Franche-Comté, avec 29,05 % des suffrages. Lors du second tour, les habitants décideront de placer de nouveau la liste de "Notre Région Par Cœur" menée par Marie-Guite Dufay, présidente sortante (PS) en tête, avec cette fois-ci, près de 42,23 % des suffrages. Devant les autres listes menées par Gilles Platret (LR) en seconde position avec 24,34 %, Julien Odoul (RN), troisième avec 23,46 % et en dernière position celle de Denis Thuriot (LaREM) avec 9,97 %. Il est important de souligner une abstention record lors de cette élection qui n'ont pas épargné le village de Arlay avec lors du premier tour 64,99 % d'abstention et au second, 64,08 %.

#### Élections départementales
Le village de Arlay faisant partie du Canton de Bletterans place le binôme de Philippe Antoine (LaREM) et Danielle Brulebois (LaREM), en tête, dès le 1er tour des élections départementales de 2021 dans le Jura, avec 60,19 % des suffrages. Lors du second tour, les habitants décideront de placer de nouveau le binôme de Philippe Antoine (LaREM) et Danielle Brulebois (LaREM), en tête, avec cette fois-ci, près de 72,45 % des suffrages. Devant l'autre binôme menée par Josiane Hoellard (RN) et Michel Seuret (RN) qui obtient 27,55 %. Il est important de souligner une abstention record lors de cette élection qui n'ont pas épargné le village de Arlay avec lors du premier tour 64,79 % d'abstention et au second, 64,08 %.

#### Communes déléguées
| Nom                     | Code Insee | Intercommunalité                  | Superficie (km2) | Population (dernière pop. légale) | Densité (hab./km2) |
| ----------------------- | ---------- | --------------------------------- | ---------------- | --------------------------------- | ------------------ |
| Arlay (siège)           | 39017      | CC Bresse Revermont               | 14,11            | 752 (2013)                        | 53                 |
| Saint-Germain-lès-Arlay | 39482      | CC des Coteaux de la Haute Seille | 6,08             | 476 (2014)                        | 78                 |

### Liste des maires
Jusqu'aux prochaines élections municipales de 2020, le conseil municipal de la nouvelle commune est constitué de tous les conseillers municipaux issus des conseils des anciennes communes. Le maire de chacune d'entre elles devient maire délégué.
| Période   | Période  | Identité          | Étiquette | Qualité |
| --------- | -------- | ----------------- | --------- | ------- |
| janv 2016 | En cours | Christian Bruchon |           |         |

### Circonscriptions électorales
À la suite du décret du 5 mars 2020, la commune d'Arlay est entièrement rattachée au canton de Bletterans.

## Démographie
L'évolution du nombre d'habitants est connue à travers les recensements de la population effectués dans la commune depuis sa création.

En 2022, la commune comptait 1 184 habitants, en évolution de −3,9 % par rapport à 2016 (Jura : −0,81 %, France hors Mayotte : +2,11 %).
| 2014  | 2015  | 2020  | 2022  |
| ----- | ----- | ----- | ----- |
| 1 234 | 1 234 | 1 196 | 1 184 |

## Culture locale et patrimoine
Arlay est labellisée Cité de Caractère de Bourgogne-Franche-Comté.

### Lieux et monuments
- Châteaux féodaux (XIIIe siècle) et moderne (XVIIIe siècle) et jardin, classés au titre des Monuments historiques depuis 1996[18] ;
- Vestiges des églises Saint-Claude (XVe siècle), au vieux bourg, et Saint-Vincent, au cimetière ;
- Maisons et fermes du XVe siècle au XIXe siècle, réparties dans toute la commune mais dont les plus anciennes sont aux bourgs ;
- Vestiges des remparts, rue Rigole ;
- Chevance d'Or (XVIe siècle), inscrite au titre des Monuments historiques depuis 1926[19] ;

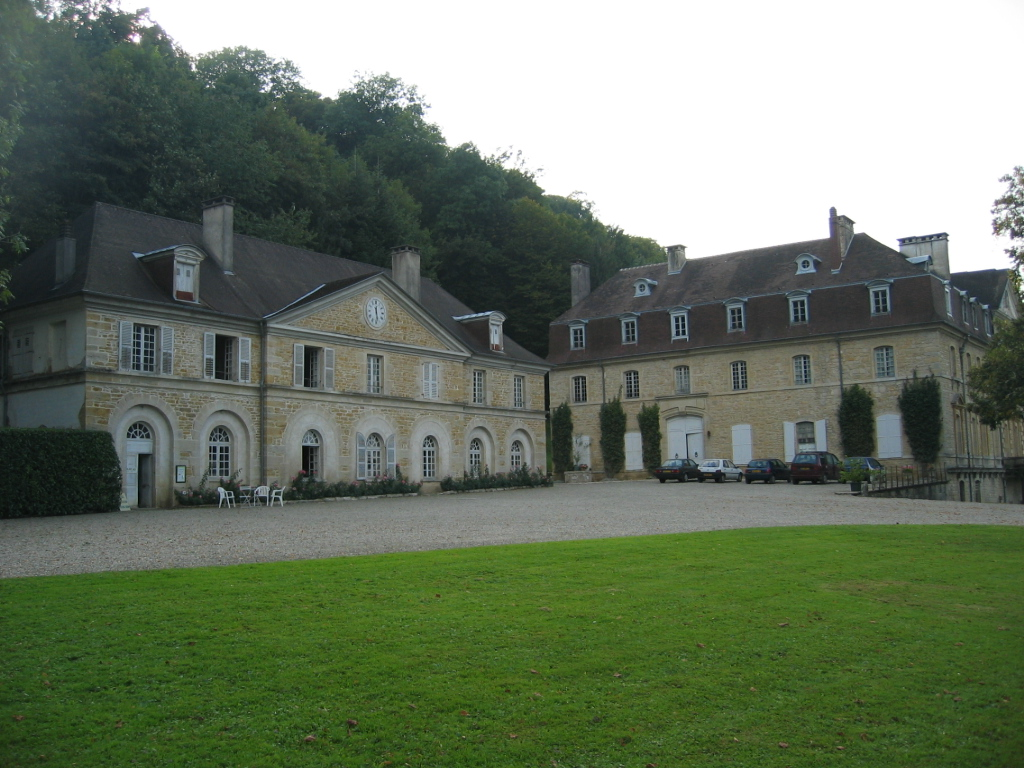
Château Lauraguais (XVIIIe siècle).
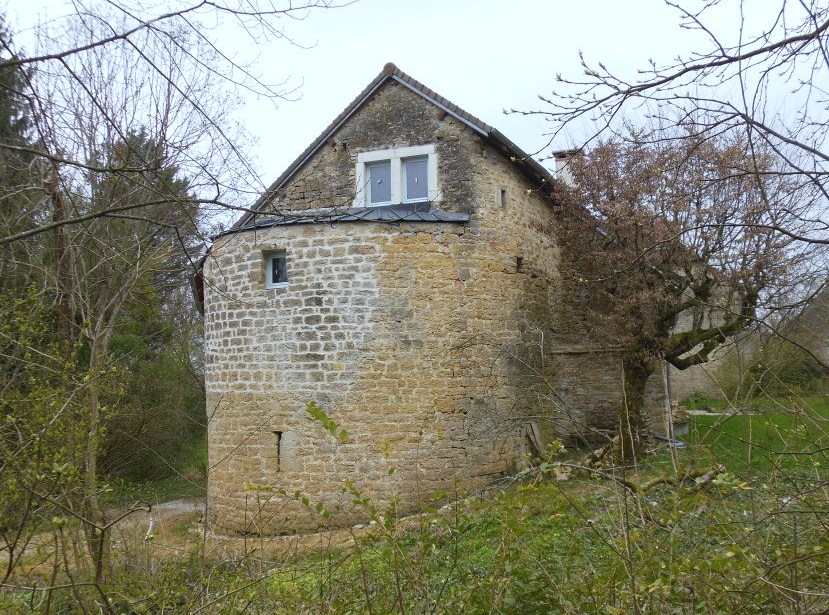
Ancienne prison médiévale.
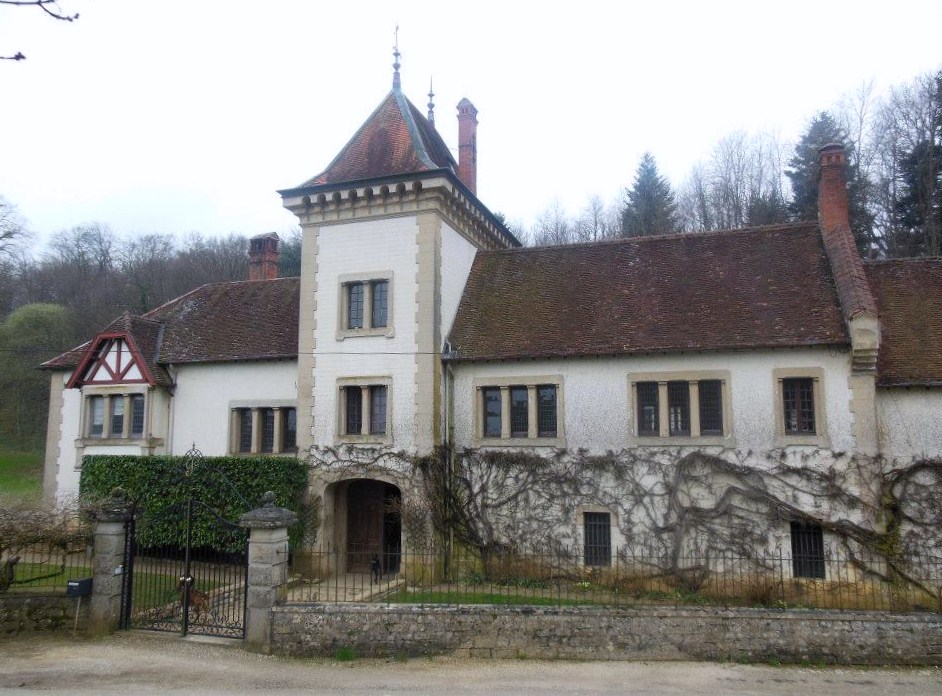
Château de Proby.
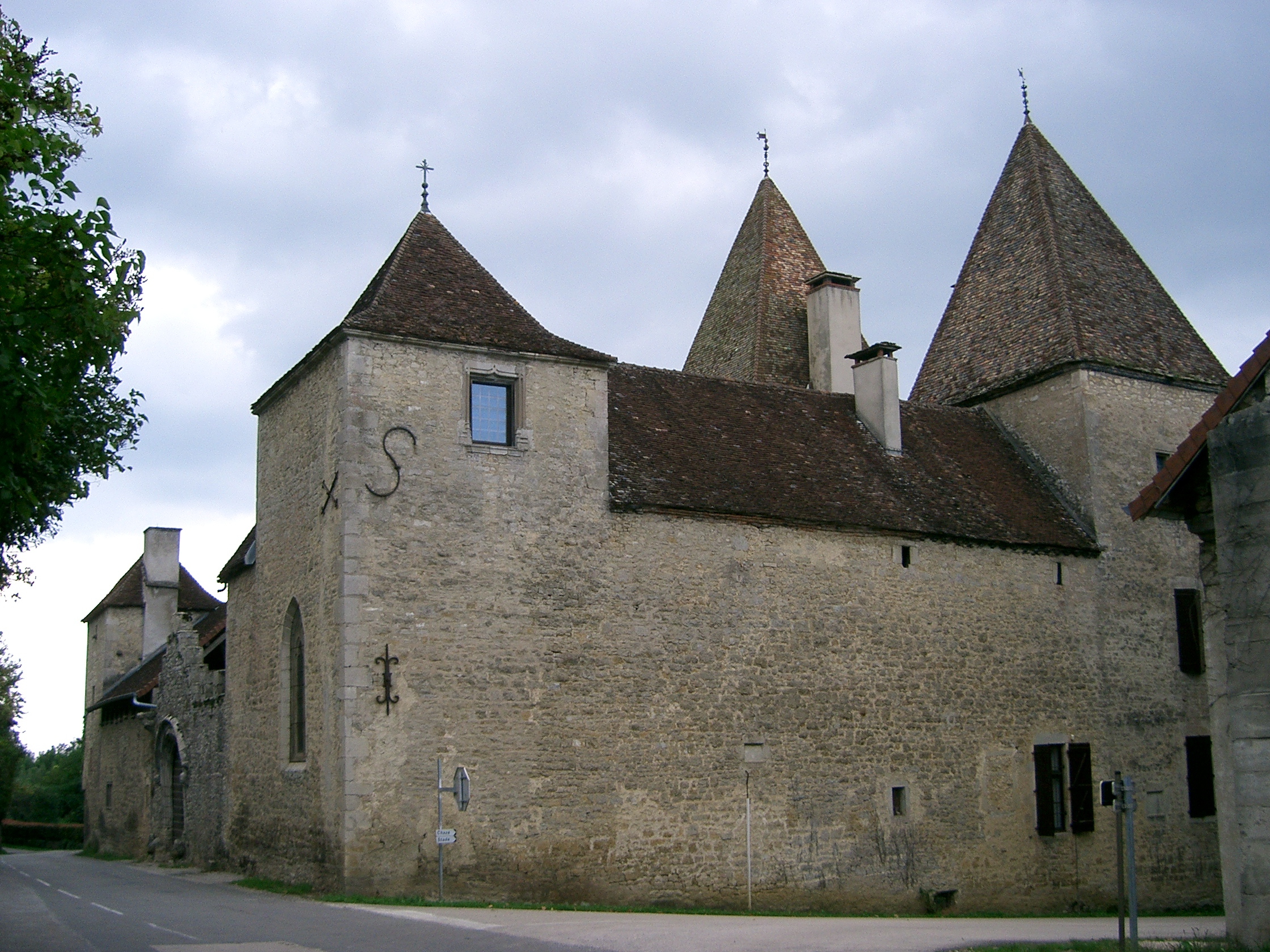
Chevance d'Or (XVIe siècle).

- Croix de chemin (XVIIIe siècle), rue du Bois-de-Ruez, hameau de Juhans ;
- Hôpital du Saint-Esprit (XVIIIe siècle), rue Honoré-Chapuis ;
- Trois moulins hydrauliques, route de Bletterans, impasse du Moulin et rue Abry-d'Arcier (XVIIIe siècle) ;
- Quatre croix (XIXe siècle) situées : route de Bletterans, deux, rue Honoré-Chapuis, et rue Abry-d'Arcier ;
- Église Saint-Vincent (XIXe siècle), rue Honoré-Chapuis ;

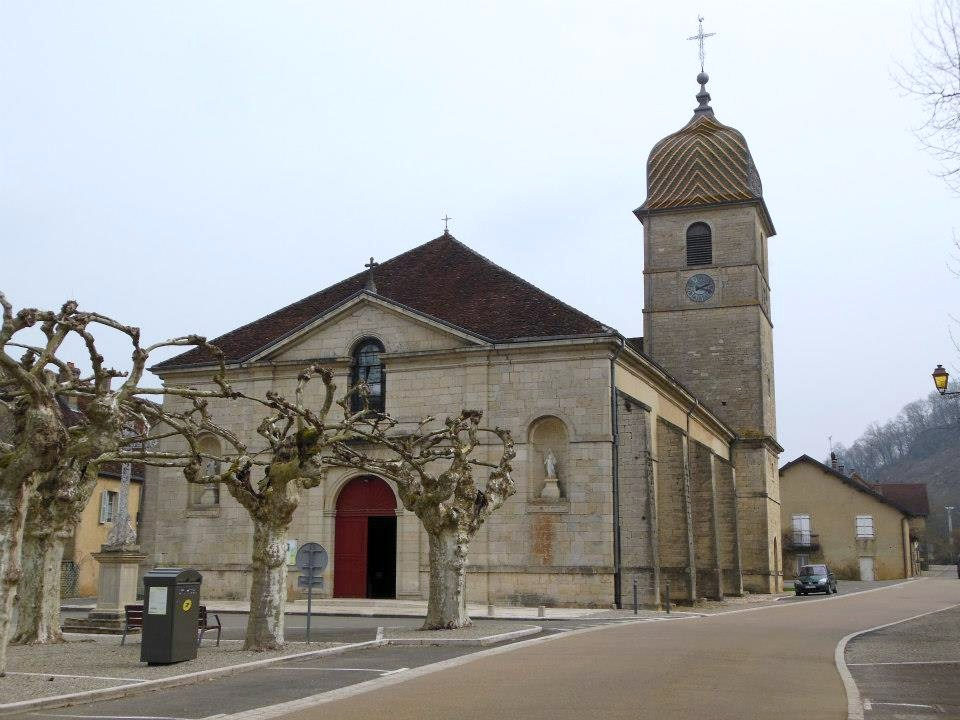
Église Saint-Vincent (XIXe siècle).
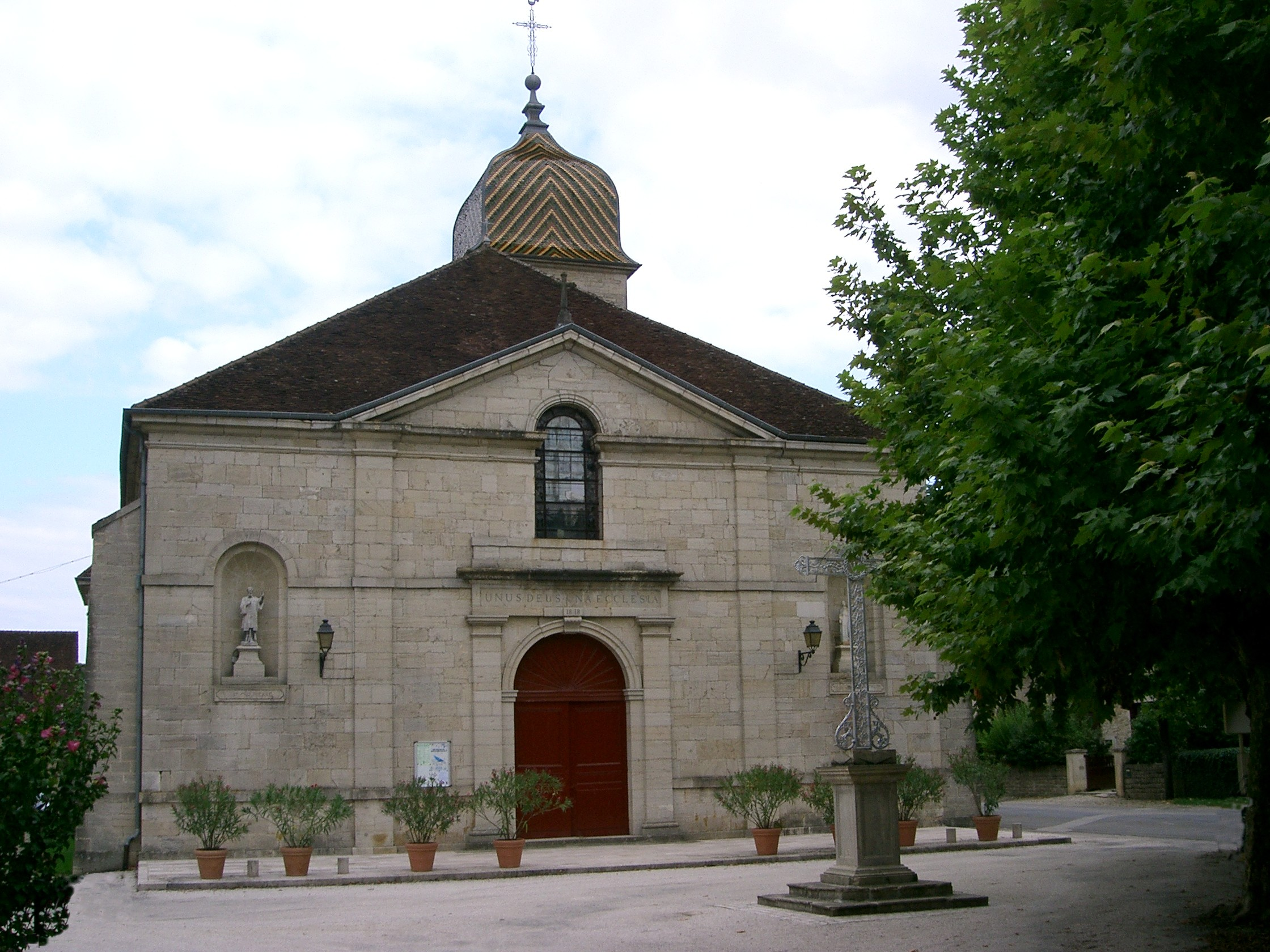
Arlay : façade de l'église.
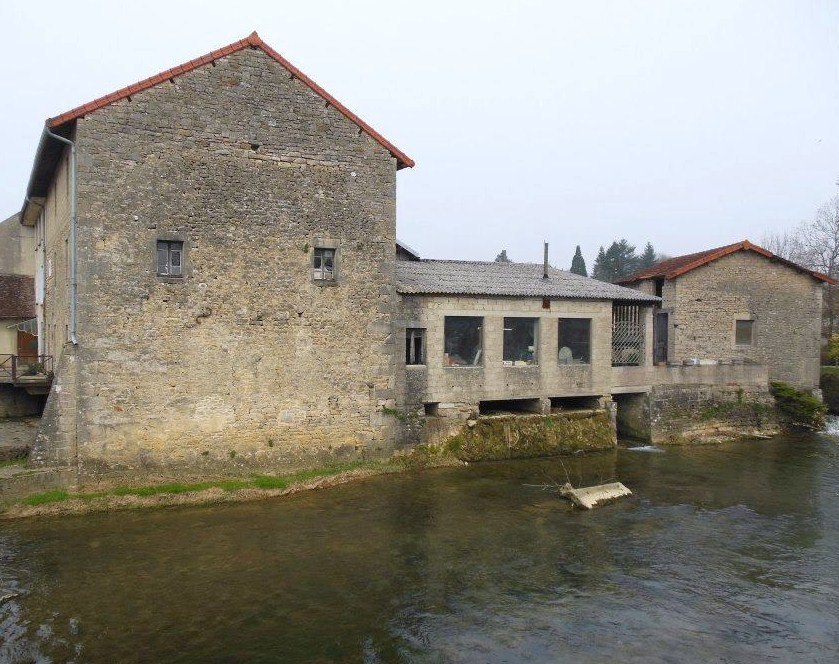
Moulin de la route de Bletterans.
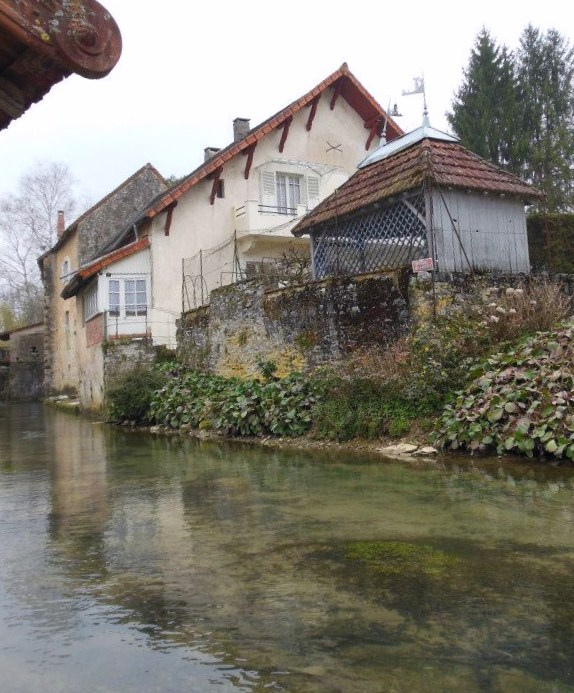
Moulin de la rue Abry-d'Arcier (XVIIIe siècle).
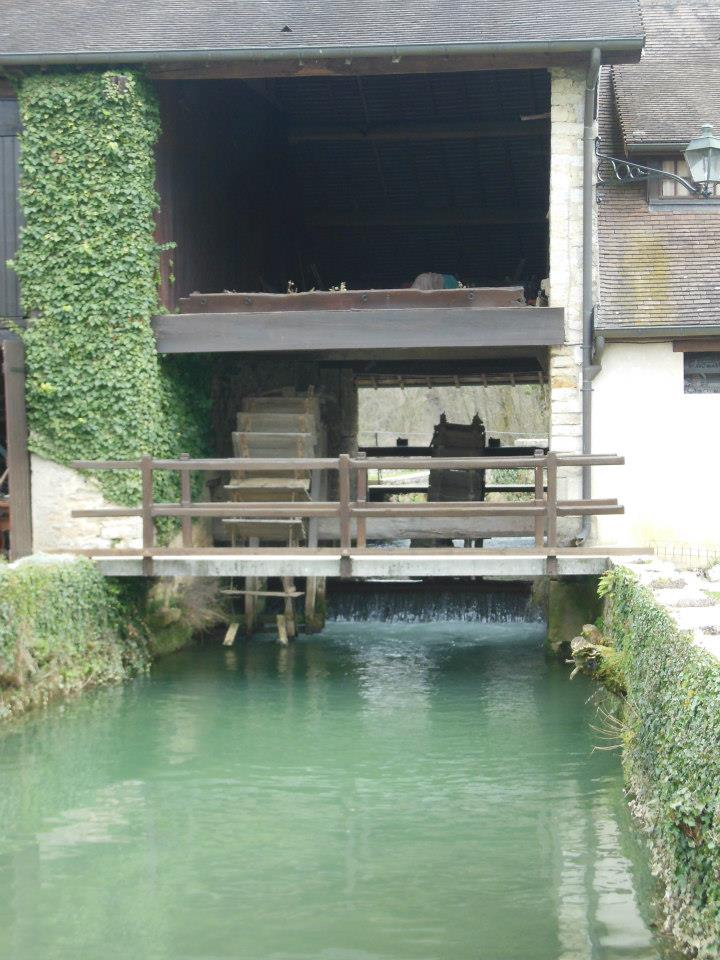
Moulin de l'impasse du Moulin.

- Vingt-trois fontaines (la plupart du XIXe siècle), réparties dans toute la commune ;
- Ancienne fromagerie (XIXe siècle), actuelle salle commune, rue de la Gravière ;
- Trois lavoirs, Impasse du Lavoir, impasse des Îles et rue de la Barre ;
- Mairie-école (XIXe siècle), rue Honoré-Chapuis ;
- Quatre ponts (XIXe siècle), rue de la Gravière, rue de Corcelles et deux, rue Abry-d'Arcier ;
- Ancienne poste (XXe siècle), actuelle Maison des Terroirs, rue Honoré-Chapuis ;
- Statue mariale (XXe siècle), au hameau de Juhans.

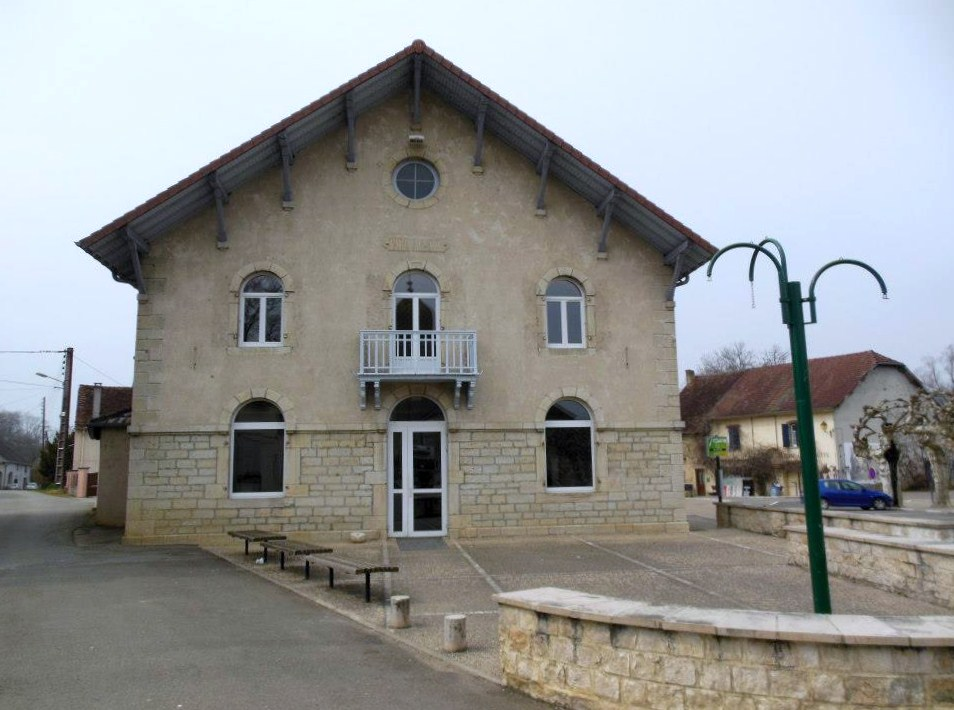
Ancienne fromagerie (XIXe siècle), actuelle salle commune.
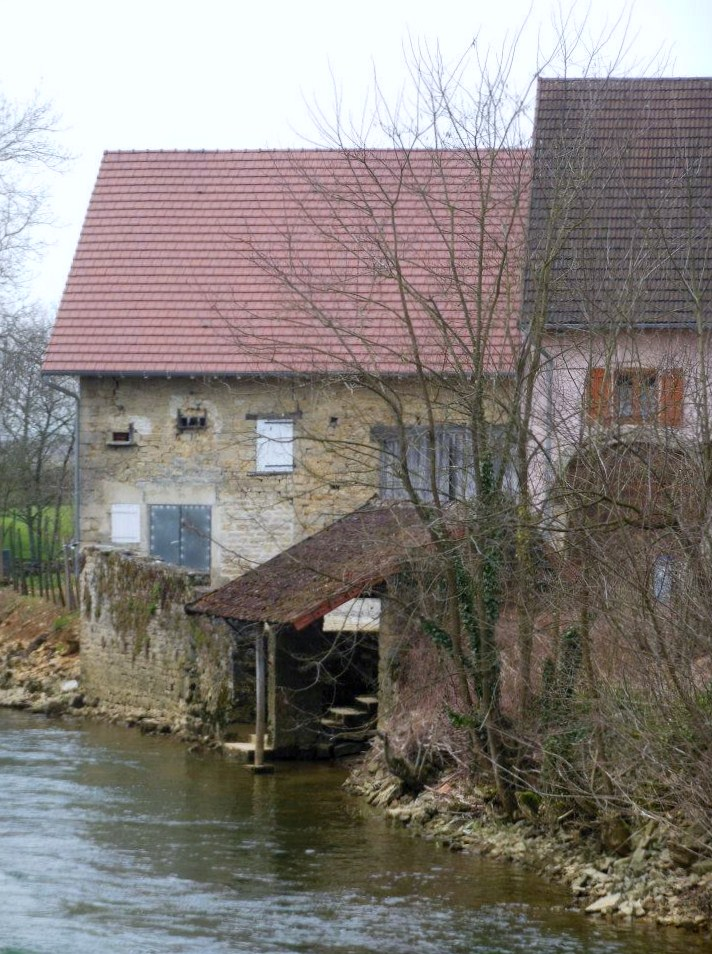
Lavoir de l'impasse du Lavoir.
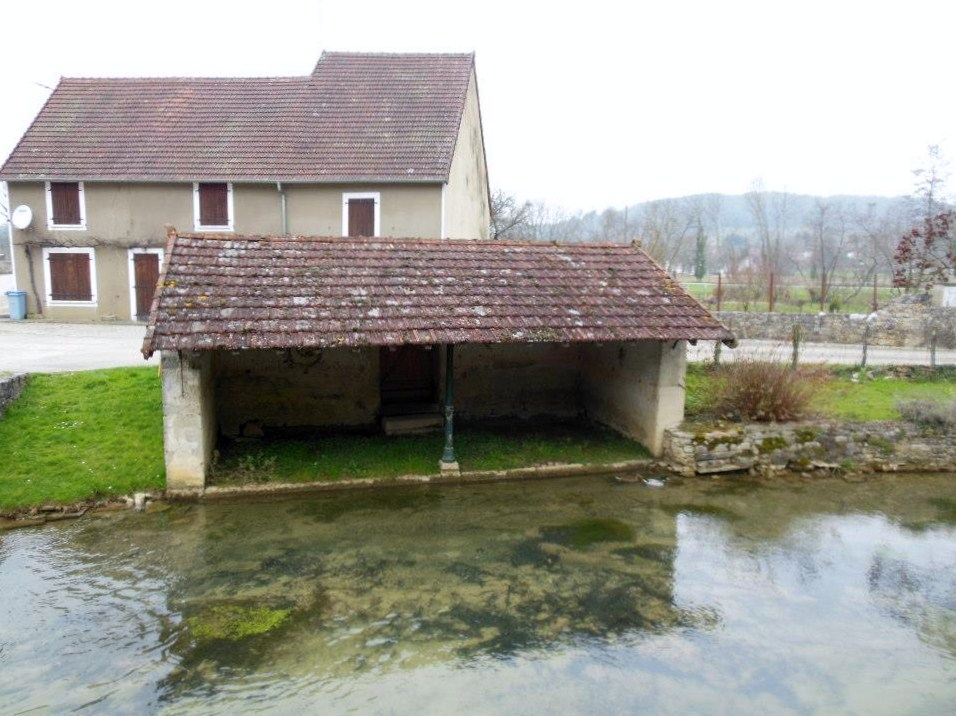
Lavoir de l'impasse des Îles.
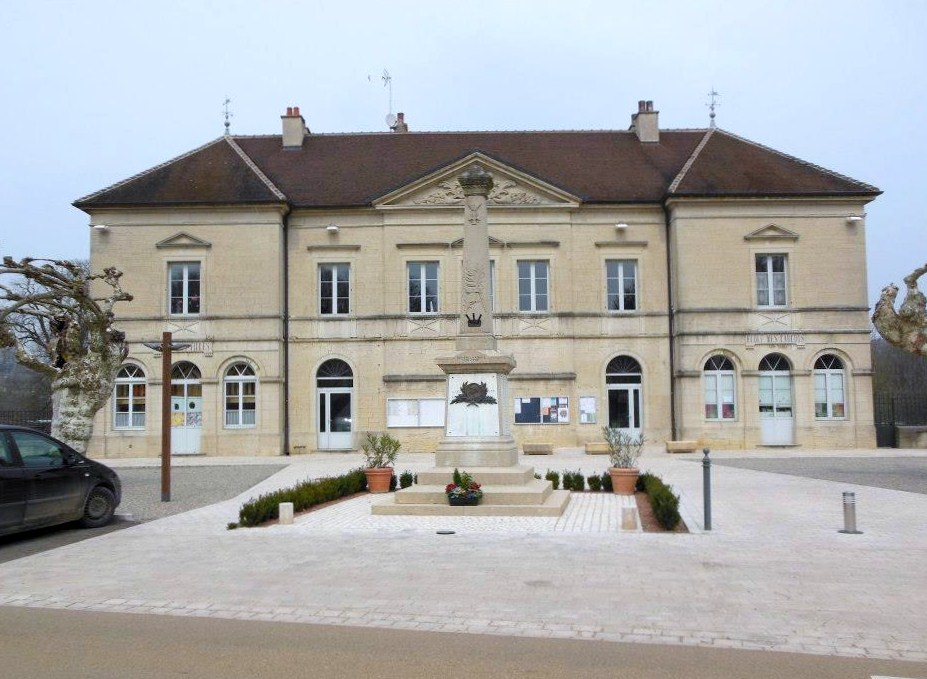
Mairie-école (XIXe siècle).
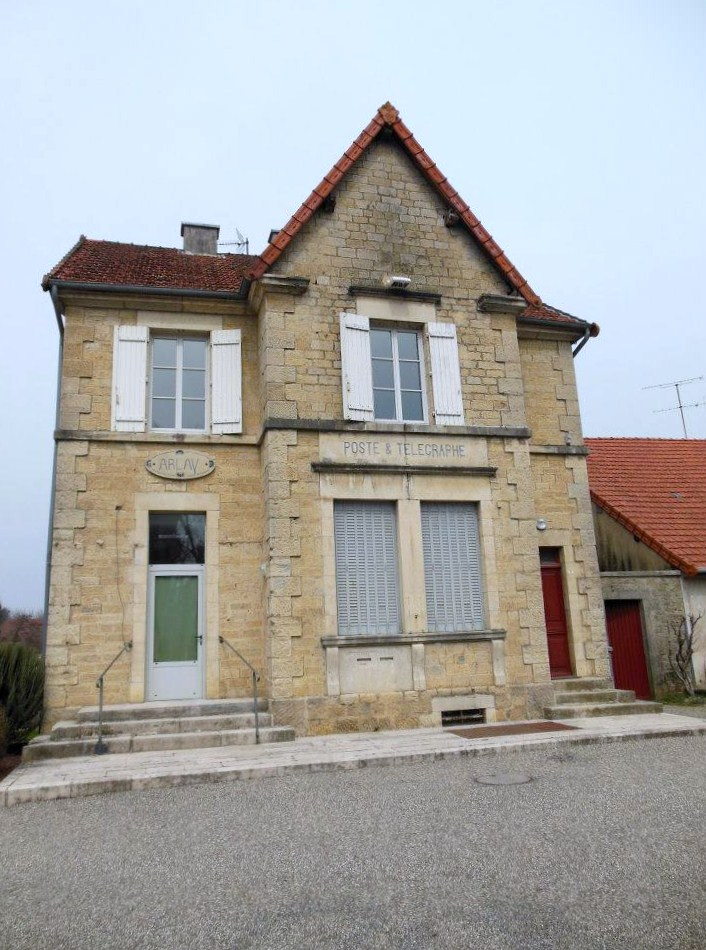
Ancienne poste (XXe siècle), actuelle Maison des Terroirs.

De nombreuses œuvres sont aussi classées comme monuments historiques. Beaucoup sont situées dans l'église Saint-Vincent : des statues, tableaux et objets cultuels.
Dans la commune se trouve aussi l'« aire du Jura » sur l'autoroute A39.

### Personnalités liées à la commune
- François Thévenot (1728-1808), général des armées de la République y est né.
- Honoré Chapuis (1817-1896), artiste peintre y est né.

### Héraldique
| Blason de Arlay | Blason  | De gueules à la bande d'or chargée en cœur d'une étoile d'azur.                                                                      |
| Blason de Arlay | Détails | Ce sont les armes de la maison de Chalon-Arlay (ou Orange-Chalon), éteinte en 1530. Le statut officiel du blason reste à déterminer. |